# Schönteichen
Schönteichen là một đô thị ở huyện of Bautzen, in Sachsen, Đức. Đô thị Schönteichen có diện tích 44,96 km², dân số thời điểm ngày 31 tháng 12 năm 2006 là 2358 người.